# 금송중학교
금송중학교는 경상남도 양산시에 있는 공립 중학교이다.

## 학교 연혁
- 2025년 3월 1일 : 개교